# Initial-σ-Algebra
Eine Initial-σ-Algebra ist ein Begriff aus der Maßtheorie, einem Teilgebiet der Mathematik. Er dient dazu, σ-Algebren auf Räumen zu definieren, die bisher keine Struktur hatten, und hat als Spezialfälle die Produkt-σ-Algebra und die Spur-σ-Algebra. Er ist mit der Initialtopologie eng verknüpft. Das Gegenstück zur Initial-σ-Algebra bildet die Final-σ-Algebra. Sie ist das größte Mengensystem, so dass eine vorgegebene Menge an Funktionen messbar ist. Die Initial-σ-Algebra wird auch die (von den Funktionen {\displaystyle f_{i}}) erzeugte σ-Algebra genannt. Diese Benennung ist aber nicht eindeutig, da σ-Algebren auch von Mengensystemen erzeugt werden können.

## Definition
Gegeben seien Abbildungen {\displaystyle f_{i}\colon \Omega \to \Omega _{i}} und eine Familie von Messräumen {\displaystyle (\Omega _{i},{\mathcal {A}}_{i})} für eine nichtleere Indexmenge {\displaystyle I}. Dann heißt die σ-Algebra
{\displaystyle {\mathcal {I}}(f_{i},\,i\in I):=\sigma \left(\bigcup _{i\in I}f_{i}^{-1}({\mathcal {A}}_{i})\right)}
auf {\displaystyle \Omega } die Initial-σ-Algebra der Abbildungen {\displaystyle (f_{i})_{i\in I}} oder die von den Abbildungen {\displaystyle (f_{i})_{i\in I}} erzeugte σ-Algebra, wobei {\displaystyle \sigma (\cdot )} den σ-Operator darstellt.

## Eigenschaften
- Die Initial-σ-Algebra ist per Definition die bezüglich mengentheoretischer Inklusion kleinste σ-Algebra auf {\displaystyle \Omega }, bezüglich derer alle Funktionen {\displaystyle (f_{i})_{i\in I}} messbar sind.
- Sind {\displaystyle {\mathcal {E}}_{i}} Erzeuger von {\displaystyle {\mathcal {A}}_{i}}, so ist {\displaystyle \bigcup _{i\in I}f_{i}^{-1}({\mathcal {E}}_{i})} ein Erzeuger von {\displaystyle {\mathcal {I}}(f_{i},\,i\in I)}.

## Beispiele
- Für eine einzelne Abbildung {\displaystyle f\colon \Omega \to \Omega '} in einen Messraum {\displaystyle (\Omega ',{\mathcal {A}}')} ist bereits {\displaystyle f^{-1}({\mathcal {A}}')} eine σ-Algebra, es gilt also {\displaystyle {\mathcal {I}}(f)=f^{-1}({\mathcal {A}}')}. Ist beispielsweise {\displaystyle f} eine konstante Funktion, so ist {\displaystyle {\mathcal {I}}(f)} die triviale σ-Algebra {\displaystyle \{\emptyset ,\Omega \}}. Für die Indikatorfunktion {\displaystyle \chi _{A}} einer Teilmenge {\displaystyle A\subset \Omega } gilt {\displaystyle {\mathcal {I}}(\chi _{A})=\{\emptyset ,A,A^{\mathsf {c}},\Omega \}}.
- Ist {\displaystyle X\subset Y} und {\displaystyle (Y,{\mathcal {A}})} ein Messraum sowie {\displaystyle i\colon X\to Y,\,i(x)=x} die natürliche Einbettung, so ist die Initial-σ-Algebra genau die Spur-σ-Algebra: {\displaystyle {\mathcal {I}}(i)={\mathcal {A}}|_{X}}.
- Sei {\displaystyle \textstyle \Omega =\prod _{i\in I}\Omega _{i}} das kartesische Produkt von Mengen {\displaystyle \Omega _{i}} für eine nichtleere Indexmenge {\displaystyle I} und seien {\displaystyle (\Omega _{i},{\mathcal {A}}_{i})} Messräume. Wählt man als Abbildungen {\displaystyle \pi _{i}\colon \Omega \to \Omega _{i},\,\pi _{i}(\omega )=\omega _{i}} die Projektionen auf die {\displaystyle i}-te Komponente, so ist die Initial-σ-Algebra der Projektionen genau die Produkt-σ-Algebra der {\displaystyle {\mathcal {A}}_{i}}:

{\displaystyle {\mathcal {I}}(\pi _{i},\,i\in I)=\bigotimes _{i\in I}{\mathcal {A}}_{i}}.

## Verwendung
Initial-σ-Algebren finden zum Beispiel Verwendung in der Wahrscheinlichkeitstheorie zur Definition der stochastischen Unabhängigkeit von Zufallsvariablen. Zwei Zufallsvariablen sind unabhängig genau dann, wenn ihre Initial-σ-Algebren unabhängige Mengensysteme sind.